# Serrat del Cogulló
El Serrat del Cogulló és una serra situada al municipi del Pont de Bar a la comarca de l'Alt Urgell, amb una elevació màxima de 1.411 metres.